# キラママcafe
『キラママcafe』（キラママカフェ）は、CBCラジオで毎週土曜日昼に放送されていたラジオ情報番組。2012年1月7日放送開始。2016年12月31日放送終了。
平野裕加里が、育児、生活などをテーマに送る、ママによる、ママのための情報番組。番組開始から3ヶ月間は単独番組だったが、2012年4月から『ザ・土曜天国』に内包されていた。

## 放送時間
- 2012年1月7日 - 3月31日
  - 毎週土曜日12:30 - 13:00
- 2012年4月7日 - 2016年12月31日
  - 毎週土曜日12:40頃 - 13:00

## パーソナリティー
- 平野裕加里
- REALママ